# 外套

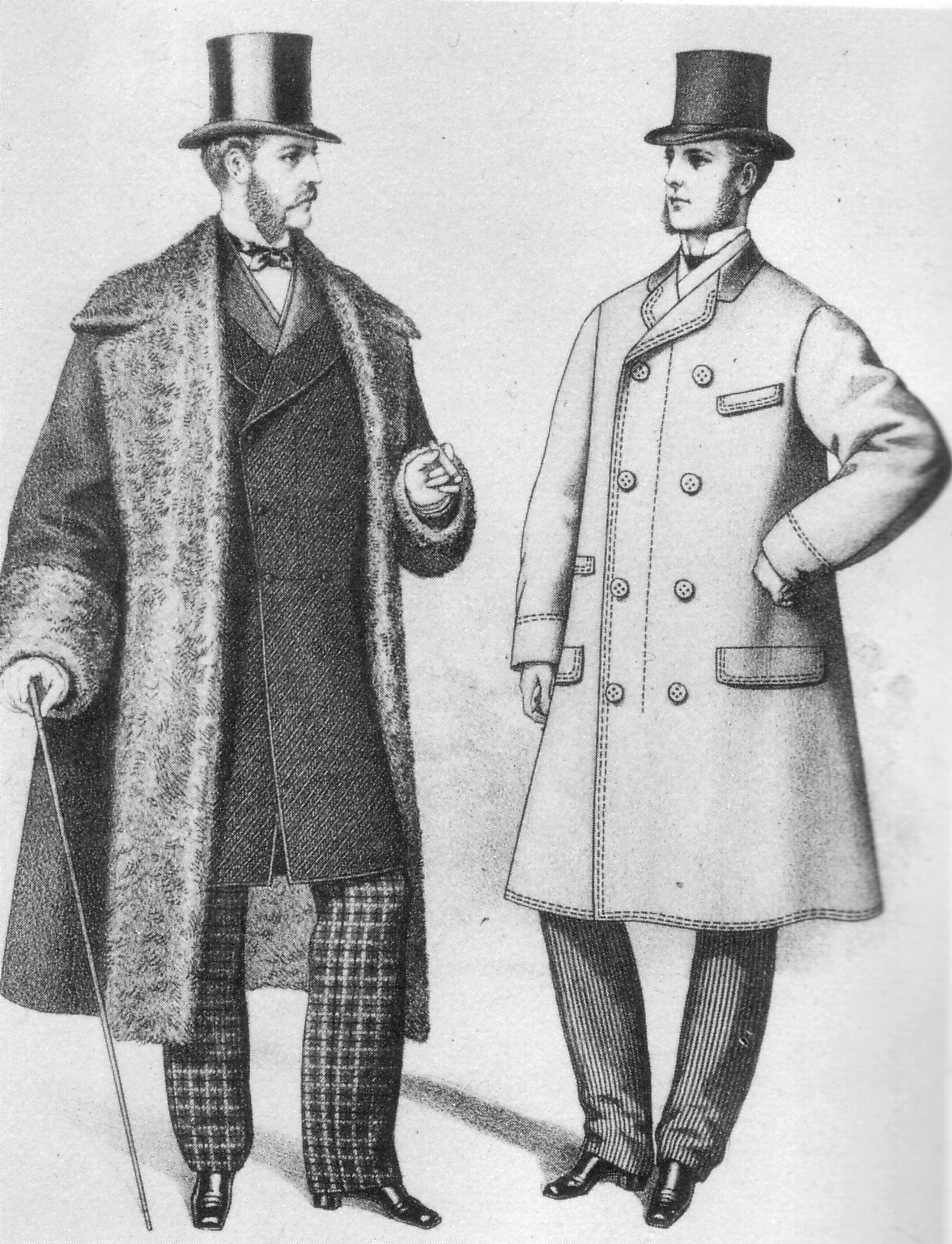
外套姿の紳士2名。

外套（がいとう）とは防寒防雨のため服上に着用する衣服のこと。多くは衣嚢（ポケット）がついている。外衣。雨具としては蓑やポルトガル由来の合羽など。特に日本へ洋装（洋服）が入ってきたときに英語でいうovercoat（オーバーコート）に「外套」が当てられるようになった。なお、日本語では「オーバー」または「コート」と略すこともある。
外套には種々の長さがある。通常、膝丈程度をロングコート、腿丈程度をハーフコート、腰丈程度をショートコートという。丈は時代による変遷もあるがフォーマルな服装にあっては膝丈程度が上品とされる。
外套の着脱について、レストランなどでは埃が他の客の迷惑にならないように男性は玄関ホールで脱ぎ、クロークがあればそこに預けるべきとされる。他人の家屋を訪問した際には日本では屋外で脱ぐことが多いが、欧米ではコートの着脱用のスペースである玄関ホールで脱ぐ。

## 外套の種類

### フォーマル系
チェスターフィールドコート
礼装用途にも使用される外套。屋内礼装・屋内準礼装である燕尾服、モーニング、ディナージャケット（タキシード）、ディレクターズスーツの上に着用しても礼を失しないとされる。
フロックコートや背広に似た形状で、ノッチト・カラーで、胸に箱ポケット、両脇にフラップ付きポケットが付き、ウエストをやや絞った背広を巨大化したような外見。前袷は本来シングルフロントの比翼仕立てであったが、ダブルフロントの物もあり、どちらの形であっても中に着込んだ上着が見えないようにVゾーンを狭く着丈を長く作るのが伝統的な意匠である。また上襟をベルベットやサテンなどの光沢のある別素材で仕立てると、よりドレッシーな衣装となる。
名前の由来はイギリスのチェスターフィールド伯爵が最初に着たという説が有力とされる。

### セミフォーマル系・スポーツ系
アルスターコート（ガーズコート、ガーズマンコート）
フレンチコートの元祖。元々、北アイルランドのアルスター地方産のウール素材を使用したことが名の由来。1860年代末に男性用として登場し、のちに女性用にもデザインが採用されるようになった。英国の旅行着として流行し、シャーロック・ホームズのシリーズの一作におけるホームズの旅行外套としてもアルスターコートが取り上げられている。
アルスターカラーの前袷がダブルフロントの6ボタンか8つボタンが特徴。取り外しができるフードやケープつきで、背バンドという帯が背中に付いている。仲間にポロコート、ブリティッシュウォーマーがある。重い生地で仕立てることが多かったためヘビーコートとも呼ばれ、また袷の深いダブルフロントで嵐にも耐える意味からストームコートとも呼ばれる。
ポロコート
ポロ競技者が待ち時間に着用するイギリス発祥の厚手ウール製のロングコートで、ブリティッシュウォーマー、アルスターコートと関連が深い。元々ウエイト・コートとよばれていたが、アメリカに渡り、ブルックス・ブラザーズ社からポロコートの名で売り出された。ダブル6つボタン。背バンドが付き、袖口は幅広の折り返しのターンナップカフ、襟はアルスターカラーまたはピークドラペル、ポケットは大きめのフレームドパッチ式ポケットが特徴。
日本には20世紀半ばにアイヴィールックのアイテムの一つとして米国経由で紹介され、その当時ブルックス・ブラザーズ社が提案したキャメルブラウンのポロコートが人気を博した。但しブルックス・ブラザースモデル以前の、英国での伝統的ポロコートはダークカラーが中心であったとの説もある。
カバートコート
古くは乗馬や狩猟の際の防寒外套として、カバートクロスと呼ばれる丈夫な綾織りウールで作ることから名づけられたコート。カバートクロス生地は、狩猟時に獲物を追いながら木立や藪をくぐり抜ける際に引っ掛かったり鉤裂きが起きにくいように、起毛を寝かせ滑らかに仕上げられていることが多い。
チェスターフィールドコートと同様にフォーマルで用いられる場合もあり、また20世紀前半英国の街着として流行した。意匠としては、袖や裾に3本から4本のステッチ（レールウェイステッチと呼ばれる）が入り、前袷は風が入りにくい比翼仕立てのシングル3つまたは4つボタン。
ローデンコート（ローデンシューティングコート、オーストリアンローデンシューティングコート）
オーストリア西部のチロル地方でつくられる厚手の縮絨ウール生地・ローデンクロスで作られるコートで、本来は狩猟や農業、林業に用いられた。ローデンは、ウール本来の脂を残すことにより、防水性を持った素材で、多様な色に染められる。
深めの前袷に打ち抜きのくるみボタン、脇の下を縫い付けないことにより肩周りの可動域を広く取り猟銃を構えやすくするフローティングショルダー構造、肩甲骨あたりまで達するインバーテッドプリーツ、裏地をつけない一枚仕立てなどが特徴。昔ながらのローデンコートはローデン・グリーンと呼ばれる緑がかった色合いのものが多い。
　本来狩猟用のスポーティーなコートであるがフランツ・ヨーゼフ1世などが着ていたこともありフォーマルなコートとして用いられる場合もある。70-80年代にヨーロッパで街着として流行した。
スポルベリーノ
イタリア発祥の比較的軽量な防寒外套で、芯地や肩パッドなどの副素材がほとんど無い柔らかい着用感が特徴。研究職の白衣、ダスターコートを外出用に転用したとの説がある。
チェスターフィールドコートの意匠を踏襲しているがチェスターフィールドよりもフォーマル性は低くドレス・カジュアルの場が中心。

### マント系

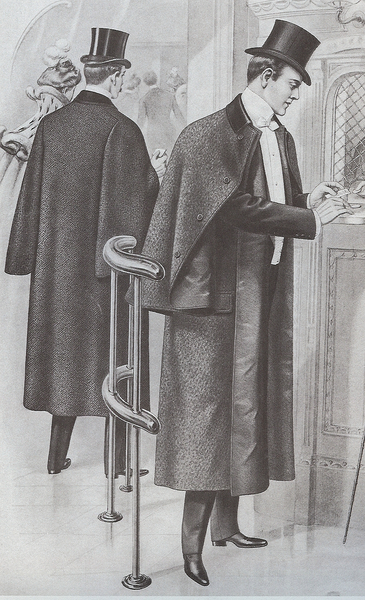
インヴァネスコート

インバネスコート（インバネス、二重まわし、とんび）
取り外しのできる長めのケープの付いた男性用の外套で、袖があるものと無いものがある。スコットランド北西部のインヴァネス（インバネス）地方で生まれたことからこの名称がついた。日本へは明治期に入り、袖がないものは「とんび」「二重回し」などともよばれ、着物と組み合わせて着用された。かつては礼装用途にも使用されていた外套。
ケープ
肩からゆったり下がる袖なしの外套。通常は前開きで、円形裁断や直線裁ちなどがあり、丈や素材、デザインは多種多様。ケープのポルトガル語である「カッパ (capa) 」は、日本に入り合羽（かっぱ）となった。
クローク
袖なしの外套のことで、ケープの一種。古くは男性用のオーバーコートの一種（ケープ、マント）を指した。着た形が釣鐘に似ていることから、フランス語で釣り鐘を意味するクロッシュ (cloche) あるいは、クローク (cloque) からきている。
マント
ゆったりとした袖なしの外套で、ケープよりも長めの物の多くを指し、日本でも一般にマントとよばれるもの。広義では、袖のあるものも含め外套の類を指す言葉としても使われる。戦前に防寒着として用いられていた。17世紀〜19世紀頃に礼装用途にも使用されていた外套。
ローブ

ギャバジン

### ビジネス・軍服関係の外套

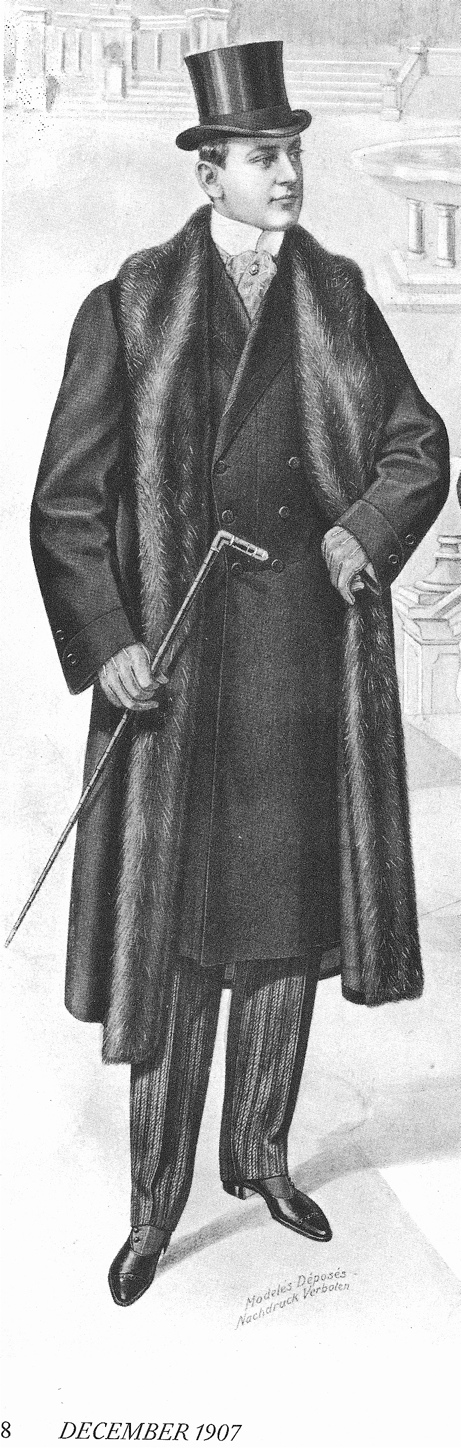
ブリティッシュウォーマー

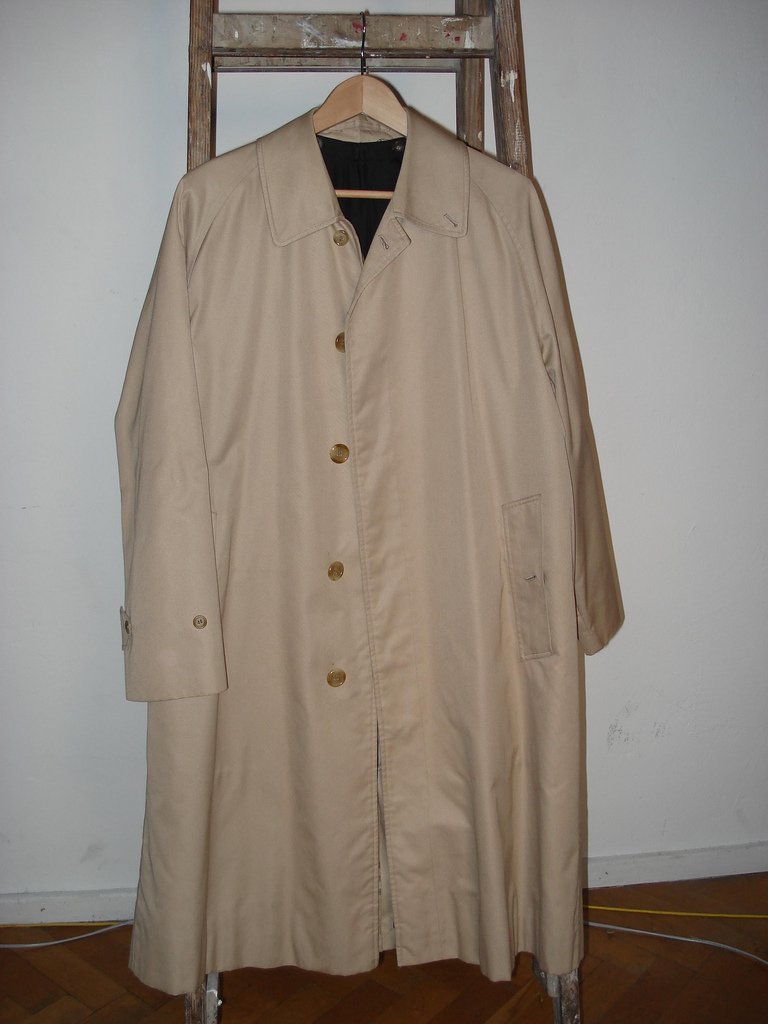
ステンカラーコート

ブリティッシュウォーマー（ブリティッシュウォーム、グレートコート）
第一次世界大戦のイギリス陸海軍の士官の軍服に使用された厚手ウール素材の防寒コートで、その後は一般に普及した。アルスターコート、ポロコートの一種。前袷はダブル仕立てで、勲章付きの軍礼装の上に羽織る前提で容積を大きめに作ることが多い。膝丈か少し短めの丈で、インバーテッドプリーツは馬に乗ることを想定したボタン留めで、肩章が付いているのが特徴。
タイロケン（タイロッケン）
もともと英国バーバリー社の19世紀末頃のオリジナル・デザインで、冬季軍装として多く用いられた。
フロントボタンがなく、タイでロックするすなわち帯で固定するという名称由来の通り、ウエスト全周を共素材のベルトのみで絞って留めるガウンのような構造。ベルトはバックル付きで、コートの後ろ中心部と、前脇部分に留めつけられている。シングルフロントながらダブルフロントに見えるほど前袷が深い。綿やウールのギャバジンでつくられることが多い。
トレンチコート
防水素材製の肩章付ダブル前のベルト付きコート。前述のブリティッシュウォーマー、タイロッケンコートを原型として、ラグランスリーブ、ガンパッチ、エポーレット、手榴弾携行用Dリングなどを追加した軍用機能性外套。トレンチの名称は英国軍が第一次世界大戦時の塹壕戦で着用されたのが由来。バーバリーが発明した目の詰まったゴム引きコットンギャバジンなどの、汚れにくく雨風を通しにくい素材で作られることが多く、戦後は一般市民に広がった。
ステンカラーコート（バルマカーンコート、バルカラーコート）

飾りがないシンプルな外套。日本ではステン・カラーと称される、後ろ衿腰が高く、前のあき止まりが少し低く衿先が四角い形状をした衿の付いたコート。「バルマカーン」はスコットランドの地方名に由来しており、「バルカラー」は「バルマカーンカラー」の略である。日本には20世紀半ばにアイヴィールックのアイテムの一つとして紹介され、以来、ビジネススタイル向けコートの定番として定着した。
ラグラン袖使いが一般的だが、ラグランは撫で肩を強調するシルエットになるため近年では、セットインスリーブ式のややスクウェアなシルエットのものも増えている。腰や袖のベルトが付属しているものもある。
スプリングコート
春用の薄手のコート、トレンチコートから変化した。軽い防寒性とほこり除けを兼ねたもので、合成繊維や混紡素材、薄手ウールなどでつくられる。和製英語で、ほぼ英語のトップコート (topcoat)に対応する。
マッキノーコート
厚手ウール製で、Pコートに似た形をした丈の短いコート。普通ダブル前で、大きなショールカラーやノッチドカラーがつき、派手目の大きな格子柄が特徴。オリーブ色やカーキが多い。腰や袖のベルトが付属しているものもある。植民地時代の交易地であったアメリカ・ミシガン州のマッキノーに集まるネイティブ・アメリカンが好んだ素材であったことが由来。

### カジュアル・軍服関係の外套
M-51シェルパーカ
50年代にアメリカ軍の野戦用コートとして採用された。60年代初期に流行したモッズルックで着られたフード付きコートで、ドローストリングで腰を絞ることができ、裾の後ろが割れた作りで、裾に縫い付けられた紐で腿に巻き付けられるようになっている。日本では主に「モッズコート」として知られるが、アメリカ軍では「コート」ではなく「パーカ」と呼ばれている。軍用パーカーは完全武装した兵士が装備の上から着るので普通のコートの基準で考えると大きいそのサイズ感に特徴がある。
M-65フィールドジャケット
60年代にアメリカ軍の寒冷地用野戦コートとして採用された。マウンテン・パーカに似た機能性と堅牢性を最優先としたデザインで、オリーブグリーン色の耐水性綿素材でつくられる。古着の世界などではジャケットと呼ばれるがアメリカ軍では「コート」に分類される。襟に簡易フードが付属し、不使用時には襟から背中にかけて収納することができる。M-65シェルパーカ用のファー付きフードを取り付けることも可能。
M-65シェルパーカ
M-51シェルパーカの後継として60年代にM-65フィールドジャケットに重ね着できる極寒冷地用野戦パーカーとしてアメリカ軍に採用された。フードが取り外せるようになっている。
ダッフルコート
厚手の起毛ウール素材を使ったフード付きの腰丈コート。前開きを、角型のトグルボタンを細紐にかけて留めるのが特徴だが、現在はボタン留めも見られる。第二次世界大戦時に英国海軍が主に艦上用のコートとして採用し、後に一般化した。
ピーコート
水兵や船員の着る厚手ウール製の腿丈コート。ダブル打ち合わせで、風向きによって左右どちらを上前にすることもでき、手を暖めるために縦に口を切ったマフポケットが付いているのが特徴。衿はノッチッドラペルで後ろにベンツが付いている。色はネイビーブルーが基本で、英国海軍が採用した。士官用は膝丈、兵用は股丈が多い。
エクワックスパーカ
80年代にアメリカ軍の野戦用コートとして採用された。エクワックス（ECWCS）というレイヤリングシステムの一部で、生地には防水でありながら透湿性を合わせ持つゴアテックスが使用されている。

### カジュアルの外套

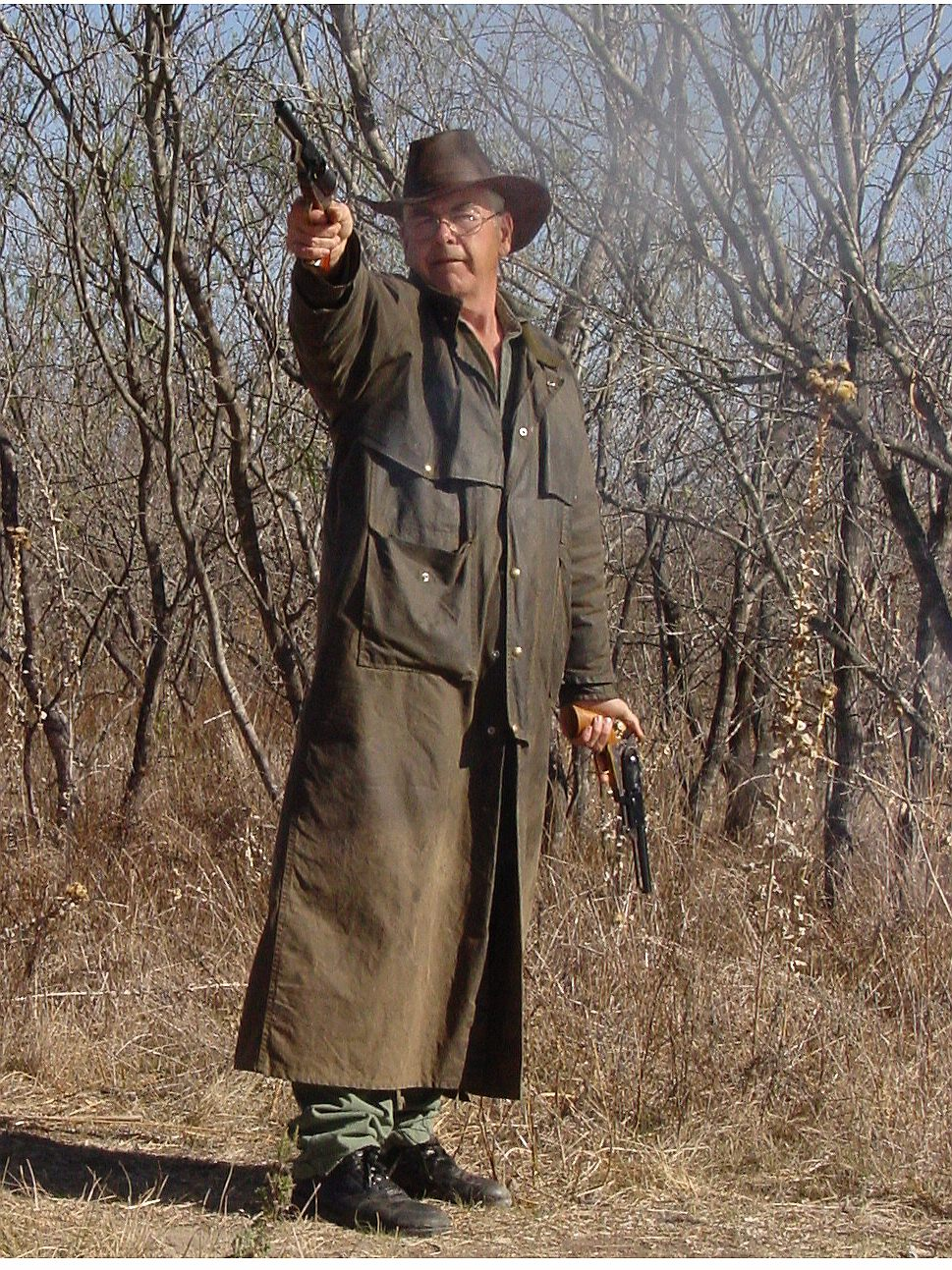
ダスターコート

スパニッシュコート（ゴールコート）
スパニッシュカラーと呼ばれる、襟が特徴のカジュアルなコート。コーデュロイで作られることが多い。
スペクテーター・コート
スタジアムや野外スポーツ観戦のときなどに着用するコートで、別名スタジアム・コートや、ベンチ・ウォーマーなどともよばれる。防水性のある合成繊維素材などでつくられ、衿や裏地にボアやファー、ニットなどを使い、前開きをトグルボタンやドットボタン留めるカジュアルなデザインで、カラフルでチームのロゴ入りのものが多い。スペクテーターとは、スポーツ観戦する人の意味。サッカー選手が待ち時間にはおるベンチ・ウォーマーの一種で、応援するチームのカラーやマークが入ったサッカー観戦用のコートのことを、特にサポーター・コートという。
ダスター・コート
春先に風でほこりが多いときなど、主に「ほこりよけ」として着る薄いコートで、綿や合成繊維の目が詰んだ素材でつくられる。防水性もあり、レインコート兼用のものが多い。西部劇でよく着用される。
ドゥブリョンカ（シューバ）
ロシアで着用される革製のコート。
トッパー・コート
主に冬の防寒に用いられる、腰丈で裾広がりにフレアが入った女性用のコートのことで、略してトッパーともよばれる。1940年代初めに流行した。
ドライビングコート（カーコート）
自動車がオープンカーが主体だった頃に発明されたコートで運転の妨げにならないように腰丈程の短めの丈が多い。防風のために目の詰んだ綿や革、ナイロンが多い。
ドンキーコート
スパニッシュコートの一種。和製英語。
パルトー
フランス語でオーバーコートの総称。現代では丈が短く裾のゆったりしたトッパー風の女性用コートのこと。歴史的には、もともと14世紀には男性用として普及したが、19世紀には男女両方に使われるようになり、その内容は多様化した。
バレル・コート
肩が丸まり裾がすぼまっているカットで、真ん中が膨らんだ感じを表現した、胴が樽（バレル）形のように膨らんでいるシルエットをしたコート。
ブランケット・コート
毛布（ブランケット）のような厚手で大柄のウール素材を使ったコートのこと。ポンチョ型など直線裁ちに近い、単純な裁断のものが多い。
ベスト・コート
袖のないロング丈のベスト（チョッキ）風のコートのこと。別名、ロング・ベスト、ジレ・コートなどともいう。
ポンチョ
もともと南米のインディオが着ていた民族衣装で、布の中央部に開いた穴に頭を通して上から被る毛布状外衣。現在は世界中で愛用され、多様な素材でつくられる。
マハラジャ・コート（ネール・コート）
インドの王族であるマハラジャが着る服を思わせる立襟で前あきの細身のコート。マハラジャはインド語で藩王や士侯など王族の意味。インドの首相のジャワハルラール・ネルーからネール・コートともよばれる。
ラップ・コート
ボタンや留具を使わず、体に巻き付けるように深く打ち合わせ、同じ素材のサッシュ・ベルトでとめるコート。多くはダブル前で、ベルト構造などが異なる似たデザインのものにタイロケンがある。
ランチ・コート
屋外作業に適した実用性が高い防寒性のある3/4丈のショートコート。コットンスウェード製のウエスタン感覚のものや、刈り込んだ羊の毛皮を裏替えした皮革スエードでつくられたシアリング・コートなども含まれる。ランチは米国の大牧場のことで、牧場で働くカウボーイが着用した。和製英語。
ルダンゴト
もともとは、男性用の乗馬コートのことを指していたが、現在ではウエストが絞られた裾が少し広がったコートの総称で用いられる。語源は、英語のライディング・コート (riding cort) が訛ってフランス語化した歴史服ルダンゴト (redingote) からきている。18〜19世紀に男性が着用したウエストが絞られた丈長のコートまたは、そこから派生した女性用のガウンやコートの呼称で、時代により様々なデザインがあった。

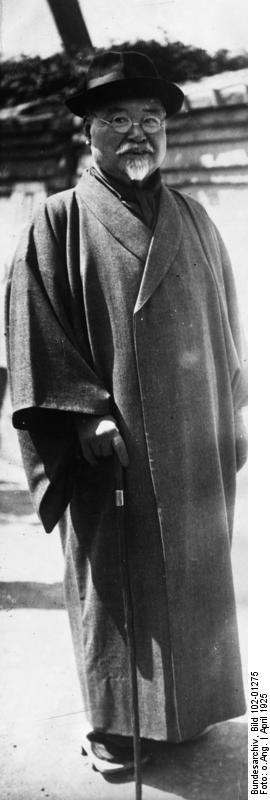
着物コート姿の高橋是清。1925年

### 和服の外套
角袖コート
着物に合わせて着るコート(洋服でも良い)インバネスコートから別れたコート、ステンカラーコートの外観を参考にした。
道行コート
男女兼用のコート、主に着物に合わせる(着物でなくても良い)。半コートとも。
被布
着物に合わせて着るコート(洋服でも良い)

### レインコート（雨衣）
東コート
女性用の雨コート。
雨コート
主に着物に合わせるレインコート(洋服でも良い)
合羽
ケープと同じ語源。
ステンカラーコート
レインコートの一種。
スリッカー
立襟の防水用コート、レインコートの一種。
トレンチコート
レインコートの一種。
レインコート（雨衣）
広くはレインウェアも含むが、狭義では外套型のものを指す
ポンチョ
雨具も兼ねている。
オイルドコート
水を弾くワックスやオイルを綿に染み込ませた漁業用コート。狩猟や作業用コートとしても用いる。バブアー社とフィルソン社製のものが有名。
ゴム引きコート
水の浸透を防ぐゴムを綿に貼り付けたコート。マッキントッシュ社のものが有名。ゴム引きコートの総称としてマッキントッシュの名が用いられることもある。

## ブランド
- バーバリー - トレンチコート、冒険家の愛用、英国王室御用達などによって知られているメーカー